# Raczyn (województwo łódzkie)
Raczyn – wieś w Polsce położona w województwie łódzkim, w powiecie wieluńskim, w gminie Czarnożyły.
Przez wieś przebiega droga krajowa nr 45 oraz Trakt Kalisz-Wieluń.

## Części wsi
| SIMC    | Nazwa     | Rodzaj    |
| ------- | --------- | --------- |
| 0701688 | Glinianki | część wsi |
| 0701694 | Hubicze   | część wsi |
| 0701719 | Niemcy    | część wsi |
| 0701731 | Praga     | część wsi |

## Historia
Miejscowość historycznie należy do ziemi wieluńskiej i pierwotnie związana była z Wielkopolską. Ma metrykę średniowieczną i istnieje co najmniej od XIV wieku. Początki wsi sięgają prawdopodobnie XII w. Niepewna wzmianka pochodzi z 1126 kiedy odnotowany miał być kościół. Pierwsza pewna wzmianka o miejscowości zapisana została w 1352 "Raczeno", "Raczyn", "Radczin", "Ratschin", "Radschino", "Radrzino" .
Była to wieś szlachecka rodu Raczyńskich h. Jastrzębiec. W 1352 odnotowany został Bogusław z Raczyna, który brał udział w konfederacji wielkopolskiej. W 1390 dokumenty sądowe odnotowały świadka Macieja z Raczyna. Na początku XVI wieku składała się z drobnych części szlacheckich .
Wieś została odnotowana w historycznych dokumentach prawnych i podatkowych. Według Liber beneficiorum archidiecezji gnieźnieńskiej spisanego przez Jana Łaskiego w 1511 w miejscowości było 14. łanów. W 1518 uprawiano 16,5 łana. W 1520 we wsi było 15,5 łanów kmiecych, 2 łany plebana. Gospodarowali w niej zarówno zagrodnicy jak i chałupnicy. Według regestu poborowego powiatu wieluńskiego w 1552 różne części miejscowości posiadali liczni Raczyńscy, którzy mieli 19. łanów kmiecych, a dwaj inni Raczyńscy gospodarowali bez kmieci na 2 łanach. Miejscowy sołtys posiadał 1,5 łana. We wsi była karczma oraz młyn .
Po rozbiorach Polski miejscowość znalazła się w zaborze rosyjskim. Jako wieś, dobra oraz folwark leżące 7. wiorst od Wielunia w powiecie wieluńskim, gminie Wydrzyn, parafii Raczyn wymienia ją XIX wieczny Słownik geograficzny Królestwa Polskiego. W 1827 w miejscowości naliczono 23. domy zamieszkane przez 310. mieszkańców. W 1885 liczyła 27. domów oraz 370. mieszkańców. Wieś posiadała drewniany kościół parafialny ufundowany w 1844 przez lokalnych właścicieli Raczyńskich. W 1886 dobra szlacheckie składały się z folwarku Raczyn o rozległości 1028 morg w tym: 692. morg gruntów ornych i ogrodów, 2. morg pastwisk, 112. morg lasu i 9. morg nieużytków. Znajdowało się w nim 5. murowanych budynków oraz 13. budynków z drzewa. W uprawie roli stosowano w nim płodozmian 4. i 15. polowy. Folwark Brody Raczyńskie liczył 2. murowane domy oraz jeden z drzewa zajmując obszar 184. morg; w tym gruntów ornych i ogrodów 143. oraz 21. morg łąk, 15. morg pastwisk, 5. morgów nieużytków. W jego granicach znajdował się również las, stał także wiatrak zbożowy. W uprawie stosowano płodozmian 7 polowy. Wieś Raczyn natomiast zajmowała 261. morg powierzchni, a mieszkało w niej 40. osób.
W latach 1975–1998 miejscowość administracyjnie należała do województwa sieradzkiego.

## Zabytki
Obecny kościół pw. św. Tekli zbudowano w 1843 r. i powiększono w 1935 r. Wystrój wnętrza barokowy.
Według rejestru zabytków NID na listę zabytków wpisane są obiekty:
- kościół parafialny pw. św. Tekli, drewniany, 1 poł. XIX w., nr rej.: 951 z 30.12.1967
- dzwonnica, nr rej.: 952 z 30.12.1967

W odległości 700 metrów od kościoła znajduje się muzeum – dom rodzinny błogosławionej siostry Kanuty. 